# Natalya Soumska
Pour les articles homonymes, voir Soumska et Natalya.
Natalya Viatcheslavivna Soumska (en ukrainien : Наталія В'ячеславівна Сумська) est une actrice de théâtre, de cinéma et animatrice ukrainienne.

## Biographie
Natalya Soumska est née en 1956 dans une famille d'acteurs célèbres, sa mère Hanna Opanasenko et son père Vyatcheslav deux Artiste émérite d'Ukraine.

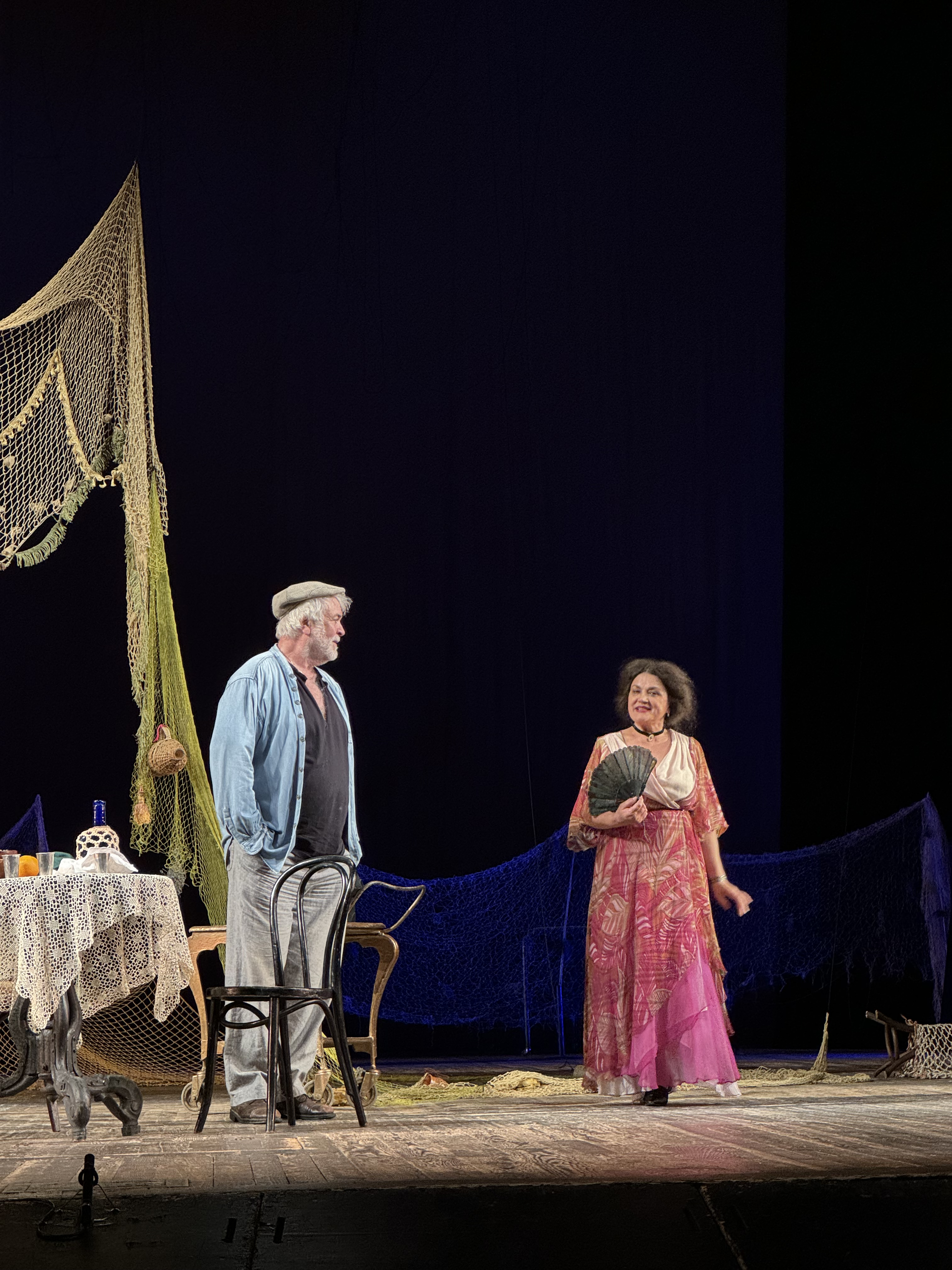
Anatoly Hostikoev et Natalia dans la pièce "Zorba le Grec". Théâtre dramatique académique national Ivan Franko, Kyiv. 7 juin 2024.

Elle a été l'épouse de Ihor Mamaï et de Anatoliy Khostikoïev.

### Au cinéma
- 2020 Corbeau noir (Чорний ворон) de Taras Tkatchenko (2019) où elle obtient le Dzyga d'or du meilleur second rôle[2]
- 1980 Cornemuseurs (Дударики)

## Les mentions honorables
- 2000 : Artiste du peuple d'Ukraine
- 2008 : prix national Taras-Chevtchenko
- 2020 : Dzyga d'or
- 2000, 2011, 2015 : pectoral de Kiev
- 2020 : Ordre du Mérite (Ukraine)[3]